# Adam Petri
Adam Petri (* 1454 in Langendorf in Franken; † 15. November 1527 in Basel) war ein Buchdrucker, Verleger und Buchhändler.

## Leben

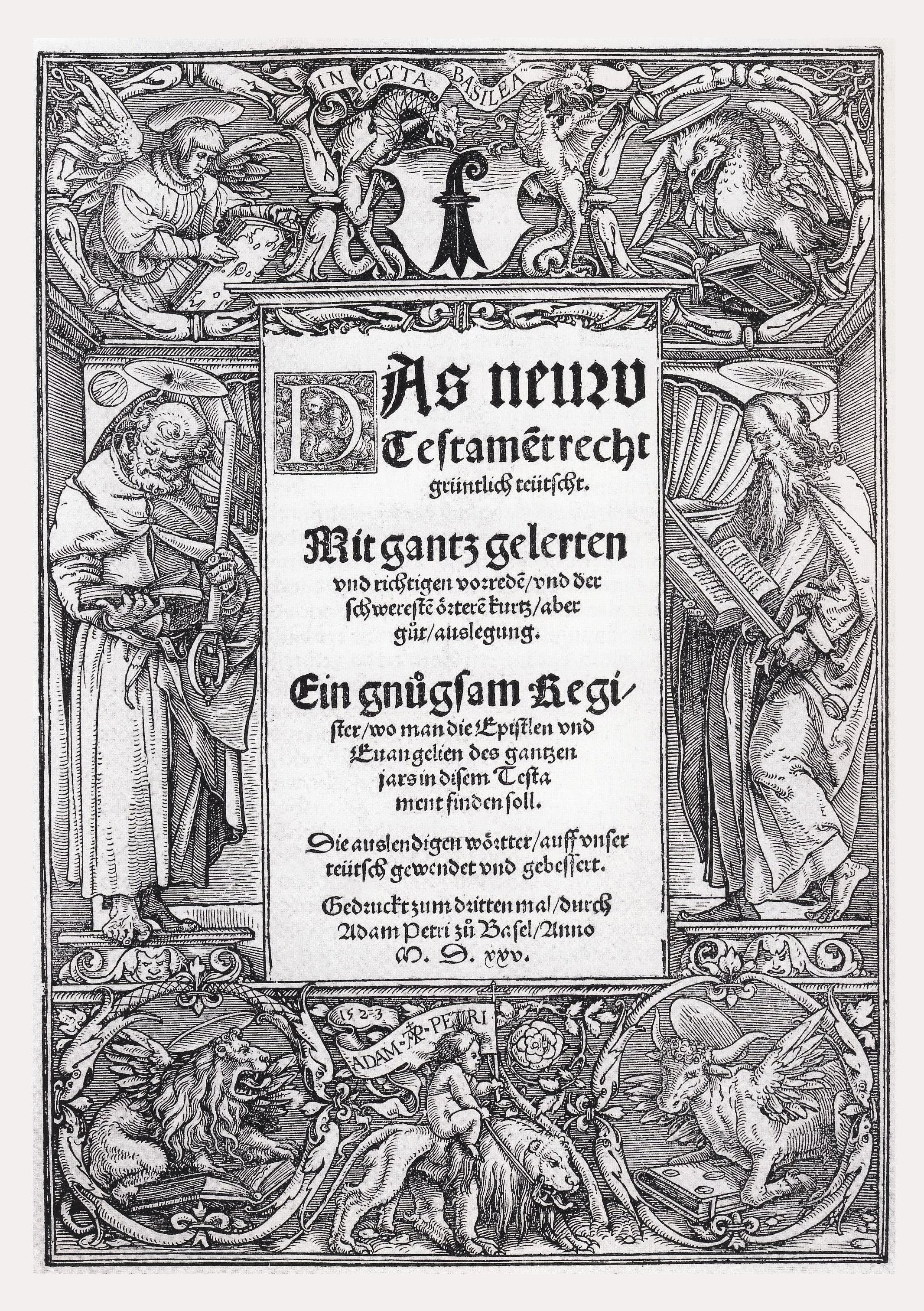
Titelseite von Luthers Das new Testament, gedruckt 1525 von Adam Petri

Adam Petri wurde um 1454 in Langendorf bei Hammelburg geboren. Wie sein Onkel Johannes Petri zog er nach Basel, wo er seit etwa 1480 wohnhaft war und als Drucker arbeitete. Im Jahr 1507 erhielt er das Bürgerrecht von Basel. Im darauf folgenden Jahr heiratete er die Basler Bürgerstochter Anna Selber. Nachdem er wohl 1507 die Druckerei seines Onkels Johannes übernommen hatte, entwickelte sich seine Offizin zu einer bedeutenden Druckerwerkstatt. Petris Drucke wurden u. a. von Urs Graf, Hans Holbein und Conrad Schnitt illustriert. Als Autoren, Herausgeber und Korrektoren beschäftigte er eine Reihe von bekannten Persönlichkeiten wie Konrad Pelikan, den jungen Sebastian Münster, Beatus Rhenanus, Ulrich Hugwald und seinen Verwandten Johannes Petreius.
Adam Petri druckte vor allem religiöse Erbauungsliteratur und Werke der praktischen Theologie. Seit 1517 verließen in erster Linie Reformationsschriften seine Druckerei. Unter den mehr als 300 Drucken aus der Officina Adae Petri befinden sich 88 Schriften Martin Luthers. Er veröffentlichte auch Werke von anderen deutschen Reformatoren wie Johannes Bugenhagen, Hartmuth von Cronberg, Philipp Melanchthon, Andreas Karlstadt und wenige Schriften von den Schweizer Reformatoren Huldrych Zwingli, Joachim Vadian und Johannes Oekolampad.
Viel beachtet war seine Ausgabe der Schrift De ecclesia von Jan Hus, die 1520 unter dem Titel Liber egregius de unitate ecclesiae, cuius autor periit in concilio Constantiensi erschien. Erstaunlich war, wie schnell Petri Luthers Bibelübersetzung nachdruckte. Nur knapp ein Vierteljahr nach der Herausgabe des Septembertestaments erschien im Dezember 1522 Das new Testament yetzund recht grüntlich teutscht. Von 1523 bis 1525 wurde bei Petri Luthers Altes Testament Der ursprunglichen Hebreischen warheit nach auffs trewlichst verdeutscht gedruckt.
Adam Petri verstarb am 15. November 1527. Seine Ehefrau Anna Selber verheiratete sich 1530 mit dem Kosmographen und Hebräischprofessor Sebastian Münster. Sein 1508 geborener Sohn Heinrich Petri führte die Offizin erfolgreich weiter.